# كوهي دوي
كوهي دوي (باليابانية: 土井 康平) (24 ديسمبر 1988 في كوبه في اليابان – )؛ هو لاعب كرة قدم ياباني سابق كان يلعب كحارس مرمى.

## وصلات خارجية
- كوهي دوي على موقع رابطة كرة القدم اليابانية للمحترفين (اليابانية)
- كوهي دوي على موقع قاعدة بيانات كرة القدم.إي يو (الإنجليزية)
- كوهي دوي على موقع Soccerway.com (الإنجليزية)
- كوهي دوي على موقع عالم كرة القدم.نت (الإنجليزية)